# Thrixspermum
Thrixspermum là một chi thực vật có hoa trong họ Lan.
Chi này bao gồm khoảng 150 loài phân bố từ Ấn Độ đến Đông Nam Á và New Guinea. Chi này cũng có mặt trong một số đảo Thái Bình Dương và hai loài đã được tìm thấy ở Úc. Những cây lan sống trong rừng mưa nhiệt đới vùng thấp lên đến độ cao 1.200 m.

## Các loài

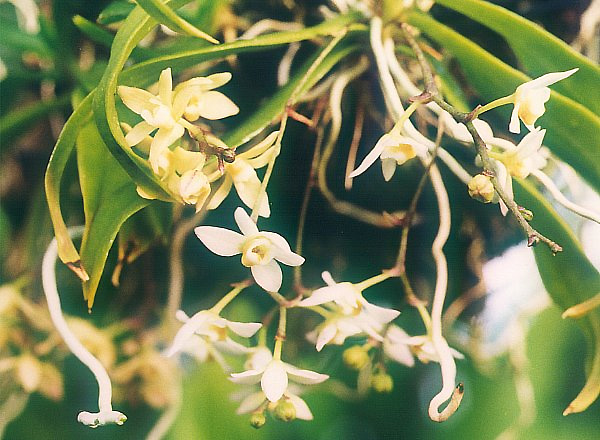
Thrixspermum saruwatarii

1. Thrixspermum aberrans Schltr. 1913
2. Thrixspermum acuminatissimum (Rchb. f.) Rchb.f. 1868 (synonym Sarcochilus acuminatissimus)
3. Thrixspermum acutilobum J.J.Sm. 1921
4. Thrixspermum adenotrichum Schltr. 1913
5. Thrixspermum affine Schltr. 1906
6. Thrixspermum agamense J.J.Sm. 1927
7. Thrixspermum agusanense Ames 1915
8. Thrixspermum album Rupp 1940
9. Thrixspermum amesianum L.O.Williams 1938
10. Thrixspermum amplexicaule (Bl.) Rchb. f. 1867: Flower-stem-surrounded-by-leaves Thrixspermum (synonym Sarcochilus amplexicaulis
11. Thrixspermum angustatum L.O.Williams 1938)
12. Thrixspermum annamense (Guillaum.) Garay 1972 (synonym Ascochilus annamensis)
13. Thrixspermum arachnites Rchb. f. (synonym Sarcochilus arachnites)
14. Thrixspermum arachnitiforme Schltr. 1921
15. Thrixspermum aurantiacum J.J.Sm. 1920
16. Thrixspermum austrosinense T.Tang & F.T.Wang 1974
17. Thrixspermum barbellatum (Schltr.) M.A.Clem., B.J.Wallace & D.L.Jones 1989
18. Thrixspermum batuense J.J.Sm. 1909
19. Thrixspermum beccarii Rchb.f. 1886
20. Thrixspermum bicristatum Ames 1915
21. Thrixspermum bigibbum Schltr. 1911
22. Thrixspermum brevibracteatum J.J.Sm. 1928
23. Thrixspermum brevicapsularis Holttum 1947
24. Thrixspermum brevicaule Carr 1929
25. Thrixspermum brevipes Schltr. 1913
26. Thrixspermum calceolus Rchb.f.: Small Shoe-carrying Thrixspermum (synonym Sarcochilus calceolus)
27. Thrixspermum canaliculatum J.J.Sm. 1914
28. Thrixspermum ceciliae (F.Muell.) Rchb.f. 1871
29. Thrixspermum celebicum Schltr. 1911
30. Thrixspermum centipeda Lour 1790: Centipede Thrixspermum
31. Thrixspermum ciliatum Schltr. 1906
32. Thrixspermum clavilobum J.J.Sm. 1928
33. Thrixspermum collinum Schltr. 1913
34. Thrixspermum comans J.J.Sm. 1907
35. Thrixspermum congestum (Bailey) Dockrill 1967 (synonym Cleisostoma congestum
36. Thrixspermum conigerum J.J.Sm. 1921)
37. Thrixspermum cordulatum J.J.Sm. 1927
38. Thrixspermum corneri Holttum 1947
39. Thrixspermum crassifolium Ridl.
40. Thrixspermum crassilabre (King & Pantl.) Ormerod 2004
41. Thrixspermum crescentiforme Ames & C.Schweinf. 1920
42. Thrixspermum cymboglossum Schltr. 1911
43. Thrixspermum denticulatum Schltr. 1906: Toothed Thrixspermum
44. Thrixspermum devolium T.P.Lin & C.C.Hsu 1977
45. Thrixspermum dilatatum Rchb.f. 1865
46. Thrixspermum divitiflorum (Benth.) Rchb.f. 1877
47. Thrixspermum doctersii J.J.Sm. 1914
48. Thrixspermum duplocallosum Holttum 1947
49. Thrixspermum elmeri L.O.Williams 1938
50. Thrixspermum elongatum Ames 1915: Elongate Thrixspermum
51. Thrixspermum eximium L.O.Williams 1938
52. Thrixspermum falcilobum Schltr. 1906
53. Thrixspermum fantasticum L.O.Williams 1938
54. Thrixspermum filifolium Schltr. 1911
55. Thrixspermum fimbriatum (Ridl.) J.J.Wood 1994
56. Thrixspermum flaccidum J.J.Sm. 1920
57. Thrixspermum formosanum: White Moth Orchid (synonym Sarcochilus formosanus)
58. Thrixspermum fragrans Ridl. 1921
59. Thrixspermum godeffroyanum Rchb.f.
60. Thrixspermum gombakense J.J.Sm. 1928
61. Thrixspermum gracilicaule Schltr. 1907
62. Thrixspermum graeffei Rchb.f.
63. Thrixspermum hillii (F.Muell.) Rchb.f. 1871
64. Thrixspermum incurvicalcar J.J.Sm. 1926
65. Thrixspermum indragiriense Schltr. 1907
66. Thrixspermum indusiatum Rchb.f. 1886
67. Thrixspermum infractum Schltr. 1906
68. Thrixspermum inquinatum J.J.Sm. 1907
69. Thrixspermum integrum L.O.Williams 1938
70. Thrixspermum iodochilus Ridl. 1922
71. Thrixspermum japonicum (Miq.) Rchb. f. 1878: Japan Thrixspermum (synonym Sarcochilus japonicus)
72. Thrixspermum javanicum J.J.Sm. 1921
73. Thrixspermum kjellbergii J.J.Sm. 1933
74. Thrixspermum lampongense J.J.Sm. 1917
75. Thrixspermum latifolium J.J.Sm. 1917
76. Thrixspermum latisaccatum J.J.Sm. 1920
77. Thrixspermum leopardinum Par. & Rchb.f. 1874
78. Thrixspermum leucorachne Ridl.
79. Thrixspermum ligulatum L.O.Williams 1938
80. Thrixspermum linearifolium Ames 1915
81. Thrixspermum lombokense J.J.Sm. 1925
82. Thrixspermum longicauda Ridl.
83. Thrixspermum longilobum J.J.Sm. 1920
84. Thrixspermum longipilosum J.J.Sm. 1922
85. Thrixspermum loogemanianum'' Schltr. 1911
86. Thrixspermum lucidum Schltr. 1911
87. Thrixspermum luniferum Rchb.f. 1868
88. Thrixspermum maculatum Schltr. 1906
89. Thrixspermum malayanum J.J.Sm. 1921
90. Thrixspermum mcgregorii Ames 1907
91. Thrixspermum merguense (Hook.f.) Kze. 1996 (synonym Sarcochilus merguensis)
92. Thrixspermum montanum Ridl. 1913
93. Thrixspermum musciflorum A.S.Rao & Joseph 1971
94. Thrixspermum neglectum Fukuyama 1952
95. Thrixspermum neo-hibernicum Schltr.
96. Thrixspermum oeonioides Schltr. 1919
97. Thrixspermum olivaceum (Lindl.) Rchb.f. 1865
98. Thrixspermum oreadum Schltr. 1913
99. Thrixspermum papillosum Carr 1929
100. Thrixspermum parviflorum (Lindl.) Rchb.f. 1865
101. Thrixspermum patens J.J.Sm. 1921
102. Thrixspermum pensile Schltr. 1911
103. Thrixspermum philippinense Ames 1914
104. Thrixspermum phyllorhizum (F.Muell.) Rchb.f. 1871
105. Thrixspermum platyphyllum Rchb.f. 1868
106. Thrixspermum platystachys (F.M. Bailey) Schltr. 1911: Broad-inflorescence Thrixspermum
107. Thrixspermum ponapense Tuyama 1940
108. Thrixspermum pulchrum Carr 1932
109. Thrixspermum purpurascens Rchb. f.
110. Thrixspermum quinquelobum Ames 1915
111. Thrixspermum raciborskii J.J.Sm
112. Thrixspermum remotiflorum J.J.Sm. 1906
113. Thrixspermum robinsonii Ames 1915
114. Thrixspermum roseum J.J.Sm. 1918
115. Thrixspermum rostratum Ames 1915
116. Thrixspermum rubricentrum (Fitzg.) Rchb.f. 1887
117. Thrixspermum rubrocallosum Carr 1929
118. Thrixspermum sagoense J.J.Sm. 1928
119. Thrixspermum samarindae Schltr. 1906
120. Thrixspermum saruwatarii (Hayata) Schltr. 1919
121. Thrixspermum sasaoi Masam. 1934
122. Thrixspermum simondii Gagnep. 1951
123. Thrixspermum simum J.J.Sm. 1927
124. Thrixspermum squarrosum J.J.Sm. 1921
125. Thrixspermum subteres J.J.Sm.
126. Thrixspermum sumatranum J.J.Sm. 1920
127. Thrixspermum tahanense Carr 1930
128. Thrixspermum tenuicalcar Carr 1932
129. Thrixspermum torajaense P.O'Byrne 1998
130. Thrixspermum tortum J.J.Sm. 1914
131. Thrixspermum triangulare Ames & C.Schweinf. 1920
132. Thrixspermum tridentatum (Lindl.) Rchb.f. 1865 (synonym of Plectorrhiza tridentata (Lindl.) Dockrill, 1967)
133. Thrixspermum trichoglottis (Hook.f.)Kuntze 1896
134. Thrixspermum tsii W.H.Chen & Y.M.Shui 2005
135. Thrixspermum tylophorum Schltr. 1911
136. Thrixspermum validum J.J.Sm. 1908
137. Thrixspermum vanoverberghii Ames 1914
138. Thrixspermum walkeri Seidenf. & P.Ormerod 1995
139. Thrixspermum warianum Schltr. 1913: Warian Mountain Thrixspermum
140. Thrixspermum weberi Ames 1922
141. Thrixspermum wenzelii Ames 1915
142. Thrixspermum xanthanthum Tuyama 1940
143. Thrixspermum xantholeucum Schltr.

## Hình ảnh

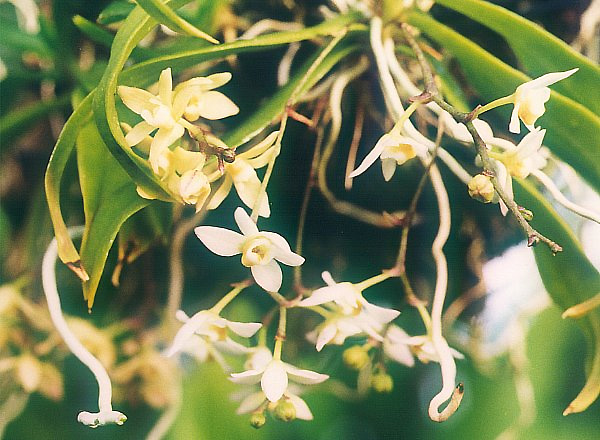